# Fuentes Claras
Fuentes Claras – gmina w Hiszpanii, w prowincji Teruel, w Aragonii, o powierzchni 36,91 km². W 2014 roku gmina liczyła 531 mieszkańców.